# Los Barruecos
A Los Barruecos egy kőtengerrel és néhány tóval borított terület a nyugat-spanyolországi Cáceres tartományban.

## Leírás
A terület Extremadura autonóm közösség egyik legfontosabb városának, Cáceresnek a közelében található, Malpartida de Cáceres község déli szomszédságában. A gránitos talaj következtében a víz nem szivárog le mélyre, így a környék földtana kedvezett a kisebb, sekély tavak kialakulásához, amelyek pedig igen változatos élővilágnak adnak otthont. A közelben több hasonló terület is található, de a Los Barruecos mind közül a legnagyobb. A gránit azonban nem csak a talajban van jelen, hanem a vidék felszínét beborító gömbölyded sziklák sokaságában is.
A vidéken az ősidők óta jelen van az ember is. A kőrézkorból fallal védett települések maradványai, valamint vésetek és festmények maradtak fenn, és a római korban is állt itt egy település. A négy víztározót a középkortól kezdve létesítették malmok üzemeltetésére és öntözés céljából. A Felső-Barrueco és a Molinillo még a 16. századból származik, az Alsó-Barrueco a 18. században létesült, míg a Frasco Diez-tó 19. századi. 1996-ban a területet hivatalos természeti emlékké nyilvánították, majd több látogatóközpontot is kialakítottak a turisták számára.

## Élővilág
A terület élővilága az egyébként igen száraz és forró nyáron is bőven megmaradó víznek köszönhetően eltér a Los Barruecos közvetlen környezetéétől. Olyan fák és cserjék nőnek itt, mint például az Adenocarpus complicatus nevű bükkönyforma, a Cytisus multiflorus nevű zanót, a magyaltölgy, a paratölgy, a Pyrus bourgaeana nevű körte, a déli ostorfa, az olajfa és a fehér fűz. Megjelenik itt a ragadozók közül a kígyászölyv, a törpesas, a vörös kánya, a gázló- és vízimadarak közül a fehér gólya, a tőkés réce, a búbos vöcsök, a szürke gém, a kis vöcsök, valamint az egyéb állatok közül a pávaszemes gyík, a kaszpi víziteknős és az európai vidra is. A sporthorgászok kedvéért a tavakba compót telepítenek.
A fehér gólyáknak különösen jó élőhely ez a terület, fészkeiket a gránitsziklákra rakják. Az itt élő gólyaállomány nagysága miatt (amit a legnagyobb természetes populációnak tartanak Európában) 1997-ben az EURONATUR az Európai Gólyásfalu címet adományozta Malpartida de Cáceresnek.

## Képek

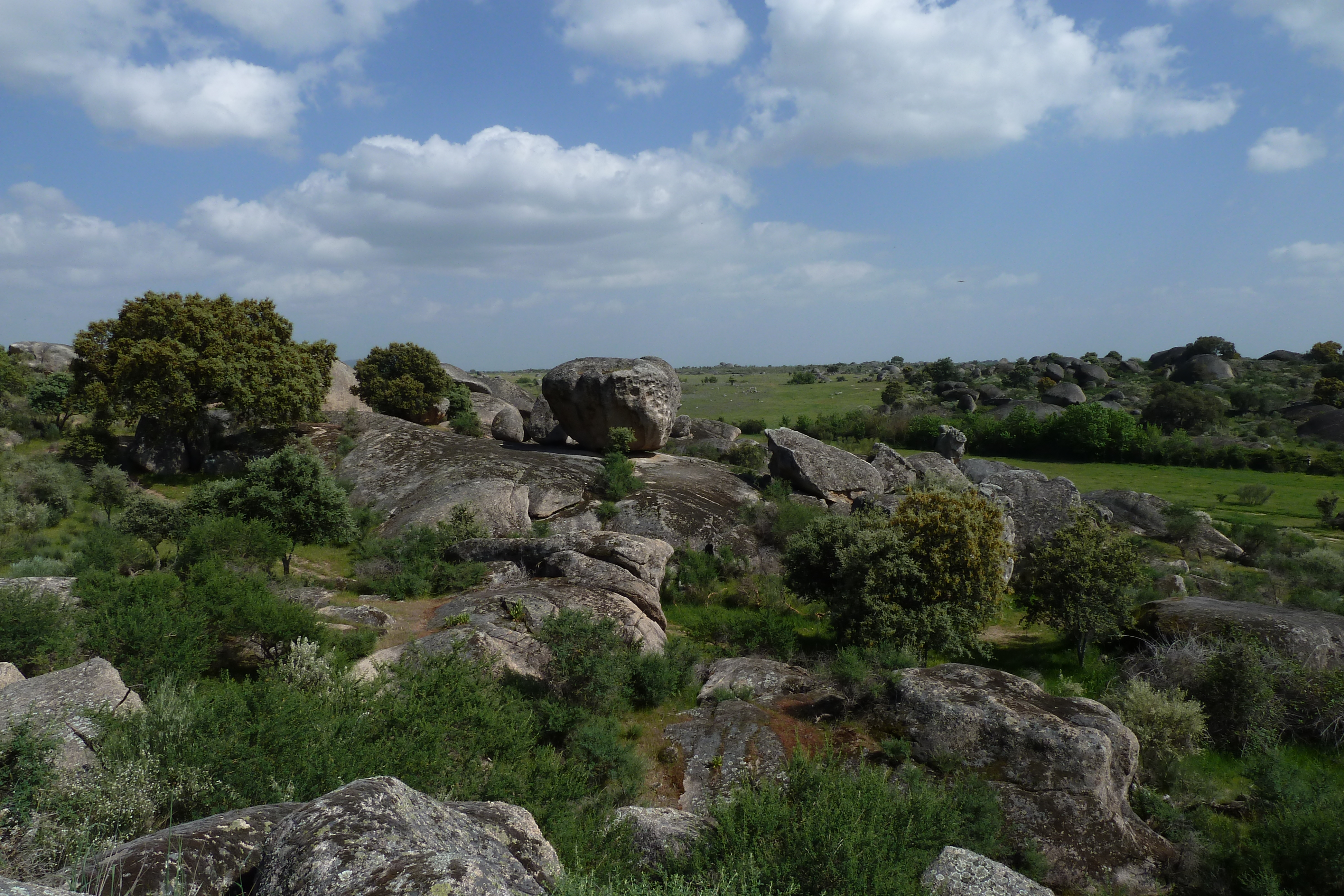
Kövek
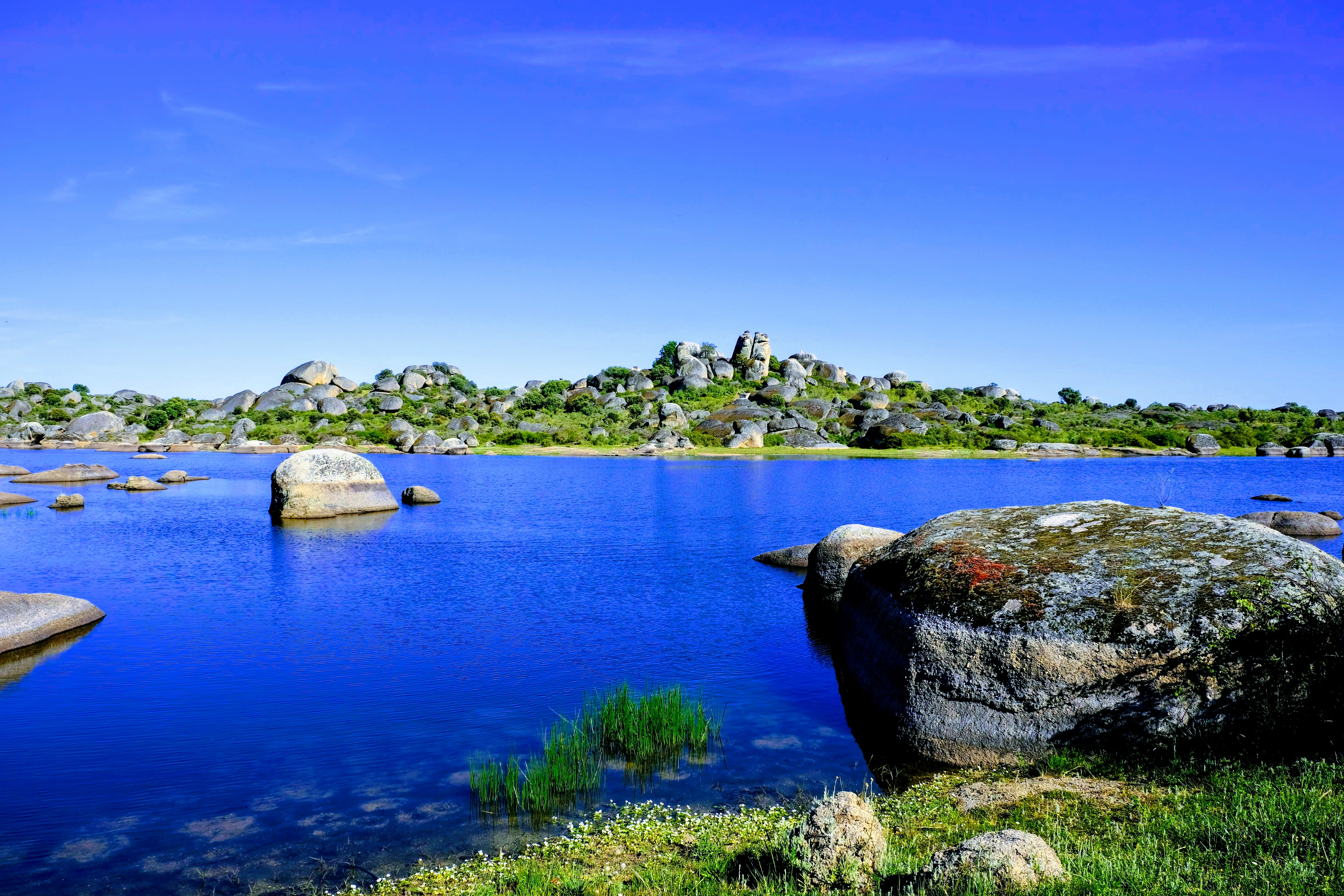
Az egyik tó, sziklákkal
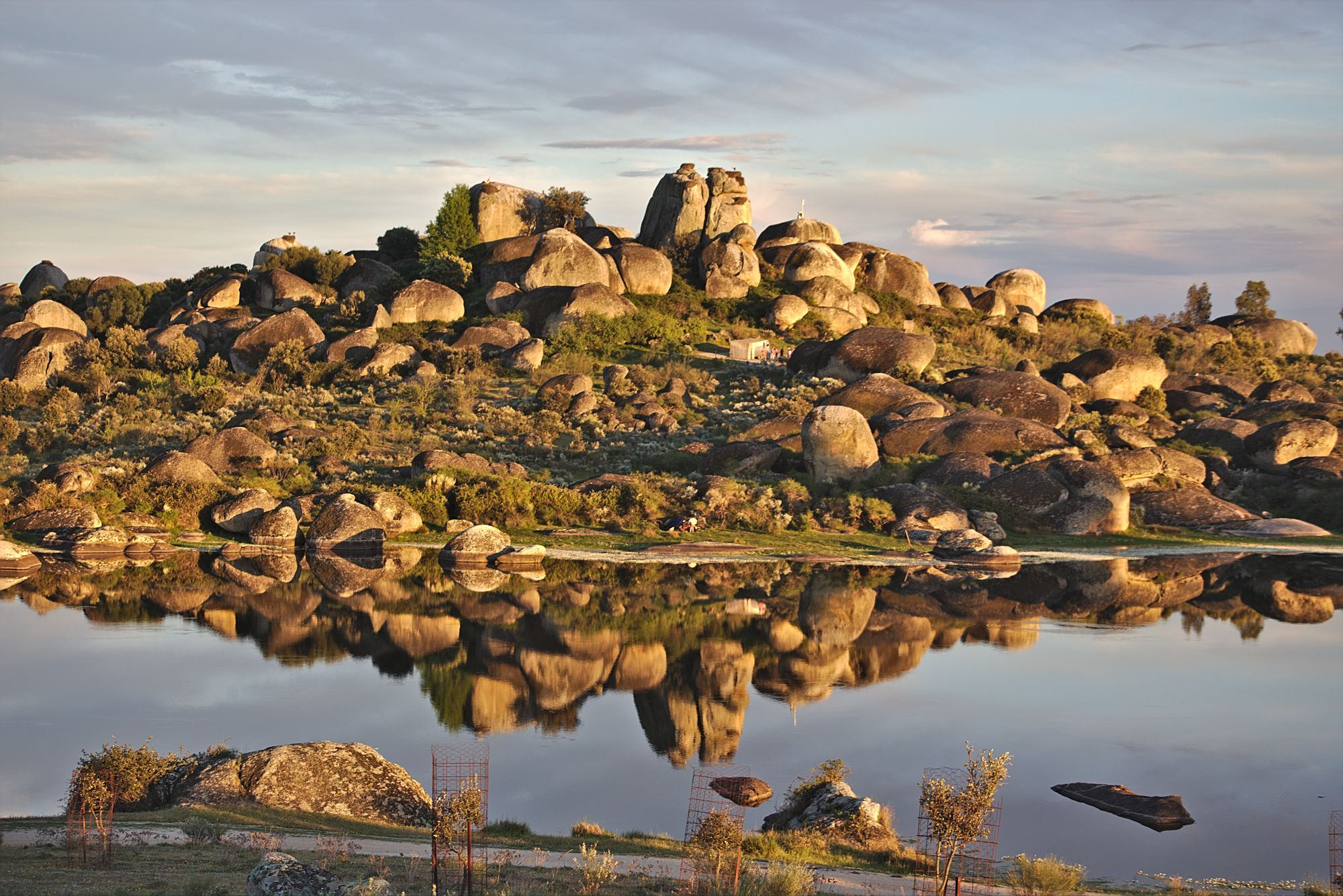
Tükröződő részlet
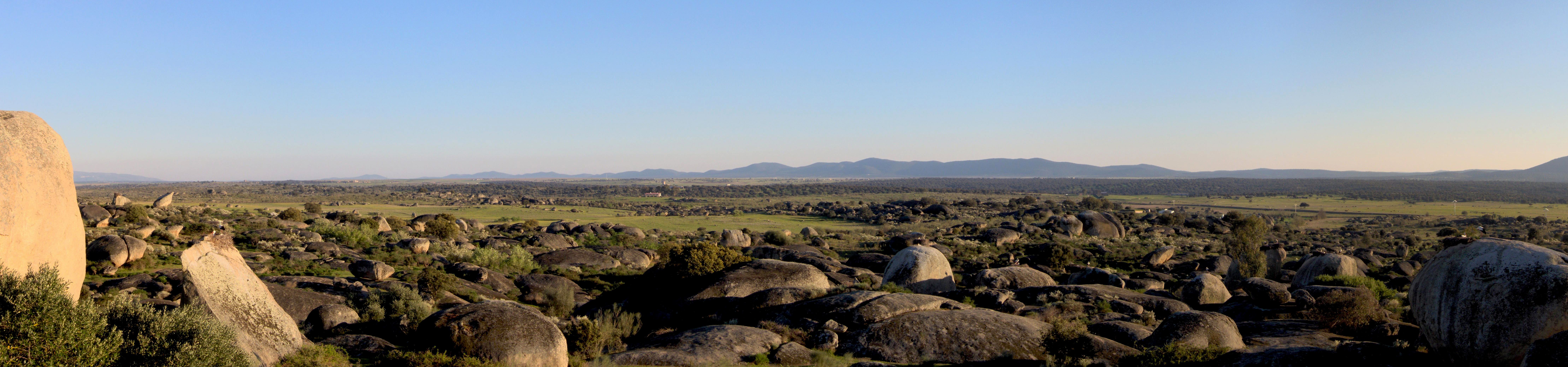
Panorámakép